# Llista de capítols de Haikyû!!
|  | Aquest article tracta sobre els volums del manga. Vegeu-ne altres significats a «Llista d'episodis de Haikyu!!». |

Haikyû!! (ハイキュー!!) és una sèrie de manga shonen escrita i il·lustrada per Haruichi Furudate. Es va serialitzar del 20 de febrer de 2012 al 20 de juliol de 2020 a la revista Shūkan Shōnen Jump, amb volums recopilatoris publicats per l'editorial Shūeisha. Originalment, la sèrie va ser presentada com un one-shot en la revista setmanal Jump NEXT!, també part de Shūeisha. Consta d'un total de 45 volums.
Planeta Cómic va anunciar a la conferència de Planeta Cómic del Saló del Manga de Barcelona de 2022, que traurien el manga en català i va començar a publicar-se el 5 d'abril de 2023.

## Publicació
| Núm. | Data de publicació original | ISBN original     | Data de publicació en català | ISBN català       |
| --- | --------------------------- | ----------------- | ---------------------------- | ----------------- |
| 1 | 4 de juny de 2012           | 978-4-08-870453-1 | 5 d'abril de 2023            | 978-84-1140-746-5 |
| Puc saltar!! Al Shôyô Hinata el fascina el voleibol. Malgrat això, al seu primer i últim partit oficial de l’escola mitjana, pateix una severa derrota a mans de la jove promesa Tobio Kageyama, a qui han batejat com el “rei de la pista”. Així doncs, el Hinata jura venjar-se’n i truca a la porta de l’escola superior Karasuno per a aconseguir-ho! |                             |                   |                              |                   |
| 2 | 3 d'agost de 2012           | 978-4-08-870482-1 | 24 de maig de 2023           | 978-84-1140-747-2 |
| Hinata i Kageyama juguen un tres contra tres de pràctica amb els membres de l'equip! Però tindran una oportunitat de guanyar amb un atac ràpid combinat si volen superar l'alçada de Tsukishima. Per tant, Kageyama es veu obligat a fer una col·locació en el moment idoni perquè Hinata pugui esprémer al màxim les seves habilitats. En el moment en què les seves capacitats es juxtaposen, neix el famós duet que farà història!!                                                               |                             |                   |                              |                   |
| 3 | 4 d'octubre de 2012         | 978-4-08-870521-7 | 14 de juny de 2023           | 978-84-1140-748-9 |
| El lliure de segon curs, en Nishinoya torna de la seva suspensió del club. Tot i això, la seva condició era que si l’Asahi, l'estrella de l'equip, no tornava, ell tampoc. Per la seva banda, en Hinata admira l'estrella absent, així que buscarà l’Asahi acompanyat d’en Kageyama, però no serà tan fàcil... Mentrestant, s'organitza un partit amistós contra una escola rival amb què estan predestinats a jugar...!!                                                                            |                             |                   |                              |                   |
| 4 | 4 de gener de 2013          | 978-4-08-870555-2 | 5 de juliol de 2023          | 978-84-1140-749-6 |
| L’últim dia de la concentració del Club de voleibol Karasuno, per fi comença l’esperat amistós contra l’Escola Superior Nekoma! La sòlida tècnica de recepció del Nekoma i la capacitat d’observació del seu col·locador, Kodzume, frustren tots els atacs ràpids d’en Hinata i en Kageyama fins que al punt d’aconseguir frenar-los per complet, però aleshores una cosa succeeix…! |                             |                   |                              |                   |
| 5 | 4 de març de 2013           | 978-4-08-870631-3 | 13 de setembre de 2023       | 978-84-1140-750-2 |
| Hinata i els seus companys entrenen molt dur de cara a les eliminatòries del torneig interescolar! Però l’Aoba Josai i els seus rivals inexpugnables del Date Industrial estan al mateix grup que ells i s'interposen al seu camí! Sigui qui sigui el seu rival, els nois han vingut a guanyar el partit. El nou Club de voleibol Karasuno es dirigeix a la batalla!! |                             |                   |                              |                   |
| 6 | 2 de maig de 2013           | 978-4-08-870666-5 | 18 d'octubre de 2023         | 978-84-1140-751-9 |
| L’atac ràpid de rarets del Hinata funciona a la perfecció contra l’arma del Date Industrial, els seus bloquejos de la fortalesa inexpugnable, i això fa possible que el Karasuno s'endugui el primer set. Tanmateix, la tenacitat del seu bloquejador més amenaçador, l’Aone, fa augmentar l’agudesa defensiva del Date Industrial! Mentrestant, el Karasuno arriba al punt de partit gairebé sense adonar-se’n!                                                                                     |                             |                   |                              |                   |
| 7 | 2 d'agost de 2013           | 978-4-08-870786-0 | 22 de novembre de 2023       | 978-84-1140-752-6 |
| La tercera ronda es disputa contra l’Aoba Jôsai. El seu col·locador estrella, l’Oikawa, descobreix el secret darrere dels atacs ràpids d’en Hinata i en Kageyama i els posa contra les cordes. Quan el Kageyama perd la calma, és substituït pel Sugawara, qui ha vist a l’equip jugar des de fora de la pista durant més temps i, sota les seves ordres, a poc a poc comencen a inclinar el partit a favor seu! Però sembla impossible contrarestar els imparables serveis de l’Oikawa…             |                             |                   |                              |                   |
| 8 | 4 d'octubre de 2013         | 978-4-08-870820-1 | 10 de gener de 2024          | 978-84-1140-753-3 |
| La rivalitat continua a l’últim set del partit contra el Seijô. El Karasuno mira de girar la truita i, per tal d’aconseguir-ho, treu a la pista el jugador suplent de primer Yamaguchi! Gràcies al resultat inesperat del seu pla secret, el partit torna a avançar. El sentiment que “la següent pilota ho és tot” que senten el Hinata i els altres finalment es transforma en forces per a mantenir la pilota en joc! Qui aconseguirà dominar aquest partit tan renyit i aconseguir la victòria!? |                             |                   |                              |                   |
| 9 | 4 de gener de 2014          | 978-4-08-870852-2 | 6 de març de 2024            | 978-84-1161-070-4 |
| El Karasuno es fixa un nou objectiu i es posa en marxa impulsat per la frustració de perdre contra l’Aoba Jôsai. Entremig de tot l’entusiasme per l’expedició a Tòquio que han organitzat, els esperen els exàmens finals! Però si suspenen, no podran anar a Tòquio... Quin destí els espera al Hinata, el Kageyama, el Tanaka i el Nishinoya, que són a punt d’endur-se un suspens!? |                             |                   |                              |                   |
| 10 | 4 d'abril de 2014           | 978-4-08-880043-1 | 15 de maig de 2024           | 978-84-1161-109-1 |
| El Hinata ha anunciat que ja no pensa tancar més els ulls quan facin l’atac ràpid de rarets, però el Kageyama ho rebutja rotundament, fet que provoca una divisió entre tots dos perquè el Hinata vol evolucionar. D’altra banda, el Karasuno és testimoni de la força de les escoles potents a l’expedició a Tòquio. Aconseguiran evolucionar encara més!? |                             |                   |                              |                   |
| 11 | 4 de juny de 2014           | 978-4-08-880071-4 | 3 de juliol de 2024          | 978-84-1161-173-2 |
| Durant el viatge a Tòquio, els fruits de l'entrenament del Karasuno poc a poc comencen a notar-se! No obstant, el nou atac ràpid amb el Kageyama no acaba de sortir i a en Hinata se li acaba la paciència. El noi vol ser capaç de lluitar a l'aire, així que es queda a entrenar fins tard amb en Bokuto i companyia, i es sotmet a un entrenament intensiu! |                             |                   |                              |                   |
| 12 | 4 d'agost de 2014           | 978-4-08-880153-7 | 9 d'octubre de 2024          | 978-84-1161-271-5 |
| Gràcies a les experiències vivides a la concentració de Tòquio amb els equips més potents de la prefectura, cadascun dels nois del Karasuno ha aconseguir evolucionar encara més. A més, mentres el nou atac ràpid d'en Hinata i en Kageyama va agafant forma, per fi arriba el dia de les eliminatòries del torneig de primavera! Transformeu tota aquesta frustració acumulada en força, que comenci el partit!                                                                                    |                             |                   |                              |                   |
| 13 | 3 d'octubre de 2014         | 978-4-08-880193-3 | 12 de febrer de 2025         | 978-84-1161-333-0 |
| Un cop superada la primera ronda eliminatòria del torneig de primavera, el Karasuno avança a la lliga de representants de la prefectura. El seu rival pel primer partit és l'escola superior Jôzenji. Un oponent que s'adapta a les necessitats del moment i fa uns atacs que trenquen tots els motlles, la qual cosa obligarà en Hinata i companyia a disputar un partit molt renyit. |                             |                   |                              |                   |
| 14 | 27 de desembre de 2014      | 978-4-08-880275-6 | 9 d'abril de 2025            | 978-84-1161-809-0 |
| El capità Sawamura es lesiona als quarts de final de la lligueta de representants i es veu obligat a abandonar el partit!! Després de perdre els ciments de lequip, el Karasuno envia lEnnoshita per a substituir-lo, però no serà gens fàcil! |                             |                   |                              |                   |
| 15 | 4 de març de 2015           | 978-4-08-880316-6 | 18 de juny de 2025           | 978-84-1161-884-7 |
| Gràcies als esforços de l'Ennoshita, el Karasuno aconsegueix vèncer el Wakutani Minami i passar a la semifinal de la lligueta de representants. El seu proper rival serà el guanyador de l'enfrontament entre l'Aoba Jôsai i el Date Industrial!! Ni el Seijô, capitanejat per l'Oikawa, el millor col·locador de la prefectura, ni el Date Industrial i la seva nova fortalesa inexpugnable faran ni un pas enrere, però qui sortirà victoriós d'aquest cara a cara?!                               |                             |                   |                              |                   |